# Варнавино (Вологодская область)
Варнавино — деревня в Бабушкинском районе Вологодской области.
Входит в состав Тимановского сельского поселения, с точки зрения административно-территориального деления — в Тимановский сельсовет.
Согласно книге «Родословие Вологодской деревни», впервые деревня упоминается в письменных источниках в 1623 г. как деревня Варнавино Илезской волости Тотемского уезда. Населена была чёрносошными крестьянами.
Расстояние по автодороге до районного центра села имени Бабушкина составляет 49 км, до центра муниципального образования Тимановой Горы — 7 км. Ближайшие населённые пункты — Харино, Чупино, Пожарище, Мулино, Подгорная.
Население по данным переписи 2002 года — 12 человек.